# Chamberí
Chamberí è uno dei distretti in cui è suddivisa la città di Madrid, in Spagna. Viene identificato col numero 7.

## Geografia fisica
Il distretto si trova nella parte nord della zona centrale della città, detta Almendra central.

### Suddivisione
Il distretto è suddiviso amministrativamente in 6 quartieri (Barrios):
- Almagro
- Arapiles
- Joaquín Gaztambide
- Ríos Rosas
- Trafalgar
- Vallehermoso